# Naturschutzgebiet Jackel
Koordinaten: 52° 59′ 6″ N, 11° 54′ 16″ O
Das Naturschutzgebiet Jackel liegt auf dem Gebiet der Stadt Bad Wilsnack im Landkreis Prignitz in Brandenburg. Namensgeber ist Jackel, ein bewohnter Gemeindeteil von Bad Wilsnack.
Das Gebiet mit der Kenn-Nummer 1546 wurde mit Verordnung vom 29. Mai 2002 unter Naturschutz gestellt. Das 348 ha große Naturschutzgebiet erstreckt sich nordwestlich der Kernstadt Bad Wilsnack. Am westlichen und nördlichen Rand und östlich verläuft die Landesstraße L 10, westlich und südlich verläuft die L 11, östlich fließt die Karthane.  Nordwestlich erstreckt sich das 62 ha große Naturschutzgebiet Heideweiher.